# 杰夫曼机场
杰夫曼机场（印尼语：Bandar Udara Jefman）IATA代码：；ICAO代码：，是印度尼西亚西巴布亚省索龙市的前机场，2012年新的多米尼克爱德华·奥索机场启用，杰夫曼机场被关闭。

## 资料参考
- 印尼交通运输部杰夫曼机场 （页面存档备份，存于）